# Пейс (Флорида)
Пейс (англ. Pace) — статистически обособленная местность, расположенная в округе Санта-Роза (штат Флорида, США) с населением в 7393 человека по статистическим данным переписи 2000 года.

## География
По данным Бюро переписи населения США статистически обособленная местность Пейс имеет общую площадь в 24,35 квадратных километров, водных ресурсов в черте населённого пункта не имеется.
Статистически обособленная местность Пейс расположена на высоте 20 м над уровнем моря.

## Демография
| Год переписи        | Нас. |  | %±     |
| ------------------- | ---- |  | ------ |
| 1970                | 1776 |  | —      |
| 1980                | 5006 |  | 181,9% |
| 1990                | 6277 |  | 25,4%  |
| 2000                | 7393 |  | 17,8%  |
| 1970–2000 Источник: |      |  |        |

По данным переписи населения 2000 года в Пейсe проживало 7393 человека, 2092 семьи, насчитывалось 2805 домашних хозяйств и 3096 жилых домов. Средняя плотность населения составляла около 303,61 человека на один квадратный километр. Расовый состав населённого пункта распределился следующим образом: 93,76 % белых, 1,33 % — чёрных или афроамериканцев, 1,57 % — коренных американцев, 1,04 % — азиатов, 0,04 % — выходцев с тихоокеанских островов, 1,77 % — представителей смешанных рас, 0,49 % — других народностей. Испаноговорящие составили 1,89 % от всех жителей статистически обособленной местности.
Из 2805 домашних хозяйств в воспитывали детей в возрасте до 18 лет, представляли собой совместно проживающие супружеские пары, в семей женщины проживали без мужей, не имели семей. от общего числа семей на момент переписи жили самостоятельно, при этом среди жителей в возрасте 65 лет отсутствовали одиночки. Средний размер домашнего хозяйства составил 2,64 человек, а средний размер семьи — 3,01 человек.
Население статистически обособленной местности по возрастному диапазону по данным переписи 2000 года распределилось следующим образом: — жители младше 18 лет, 9,0 % — между 18 и 24 годами, — от 25 до 44 лет, — от 45 до 64 лет и — в возрасте 65 лет и старше. Средний возраст жителей составил 35 лет. На каждые 100 женщин в Пейсe приходилось 95,9 мужчин, при этом на каждые сто женщин 18 лет и старше приходилось 91,3 мужчин также старше 18 лет.
Средний доход на одно домашнее хозяйство статистически обособленной местности составил 36 538 долларов США, а средний доход на одну семью — 41 878 долларов. При этом мужчины имели средний доход в 31 195 долларов США в год против 21 648 долларов среднегодового дохода у женщин. Доход на душу населения статистически обособленной местности составил 36 538 долларов в год. Все семьи имели доход, превышающий уровень бедности.